# Lights and Sounds (chanson)
Pour l'album, voir Lights and Sounds.
Singles de Yellowcard
Only One
(2005) Rough Landing, Holly
(2006)
Lights and Sounds est le single tiré de l'album éponyme du groupe Yellowcard. Le clip montre le groupe qui joue dans une pièce sombre avec de fines lumières.
La chanson apparaît dans le jeu vidéo Burnout Revenge.
C'est le premier clip dans lequel on peut voir Ryan Mendez à la guitare solo.

## Liste des pistes
Australie
1. Lights and Sounds - 3 min 28 s
2. Three Flights Down - 4 min 44 s
3. When We're Old Men - 3 min 32 s
4. Lights and Sounds (Live) - 3 min 38 s

Maxi
1. Lights and Sounds - 3 min 30 s
2. When We're Old Men - 3 min 32 s
3. Lights and Sounds (Live) - 6 min 08 s
4. Lights and Sounds (Multimédia)